# Danh sách đảng phái chính trị ở Đông Timor
Bài này liệt kê các đảng phái chính trị ở Đông Timor. Đông Timor là một nhà nước dân chủ đa đảng.

## Các chính đảng
- Mặt trận Cách mạng vì một Đông Timor độc lập (Frente Revolucionária do Timor Leste Independente)
- Đảng Dân chủ (Partido Democrático )
- Đảng Dân chủ Xã hội (Partido Social Democrata)
- Hiệp hội Dân chủ Xã hội Timor (Associação Social-Democrata Timorense)
- Liên minh Dân chủ Timor (União Democrática Timorense)
- Đảng Quốc dân Timor (Partido Nacionalista Timorense)
- Hiệp hội các Anh hùng Timor (Klibur Oan Timor Asuwain)
- Đảng Nhân dân Timor (Partido do Povo de Timor)
- Đảng Dân chủ Thiên chúa giáo (Partido Democrata Cristão)
- Đảng Xã hội chủ nghĩa Timor (Partido Socialista de Timor)
- Đảng Tự do (Partai Liberal)
- Liên minh Dân chủ Thiên Chúa giáo Timor (União Democrata-Crista de Timor)
- Đại hội Quốc gia vì tái thiết Timor (Conselho Nacional de Reconstrução do Timor)
- Frente-Mudança